# Castillos
Castillos è una città dell'Uruguay, situata nel dipartimento di Rocha. Ha una popolazione di 7 541 abitanti.

## Storia
Fondata ufficialmente nel 1866 con il nome di San Vincente de Castillos, fu rinominata Castillos ed elevata nel 1909 al rango di villa. Il 3 novembre 1952 fu elevata al livello di città dalla legge 11.875.

## Società
Secondo il censimento del 2011 la città aveva una popolazione di 7 541 abitanti.

### Evoluzione demografica
Abitanti censiti di Castillos